# Уфа в годы Великой Отечественной войны
Уфа в годы Великой Отечественной войны — столица Башкирской АССР в годы Великой Отечественной войны и её вклад в победу над немецким нацизмом и фашизмом.
Перед началом Великой Отечественной войны Уфа представляла собой город с 250 тысячным населением. Город был культурным, научным и промышленным центром автономной республики, одним из крупнейших межрегиональных транспортных узлов в Союзе ССР. Здесь пересекались важные автомобильные, железнодорожные магистрали, речные и воздушные пути. Удаленность от фронта делало маловероятными бомбардировки города вражеской авиацией, что позволяло функционировать экономике, принимать эвакуированное с западных районов страны население.

### Мобилизация населения

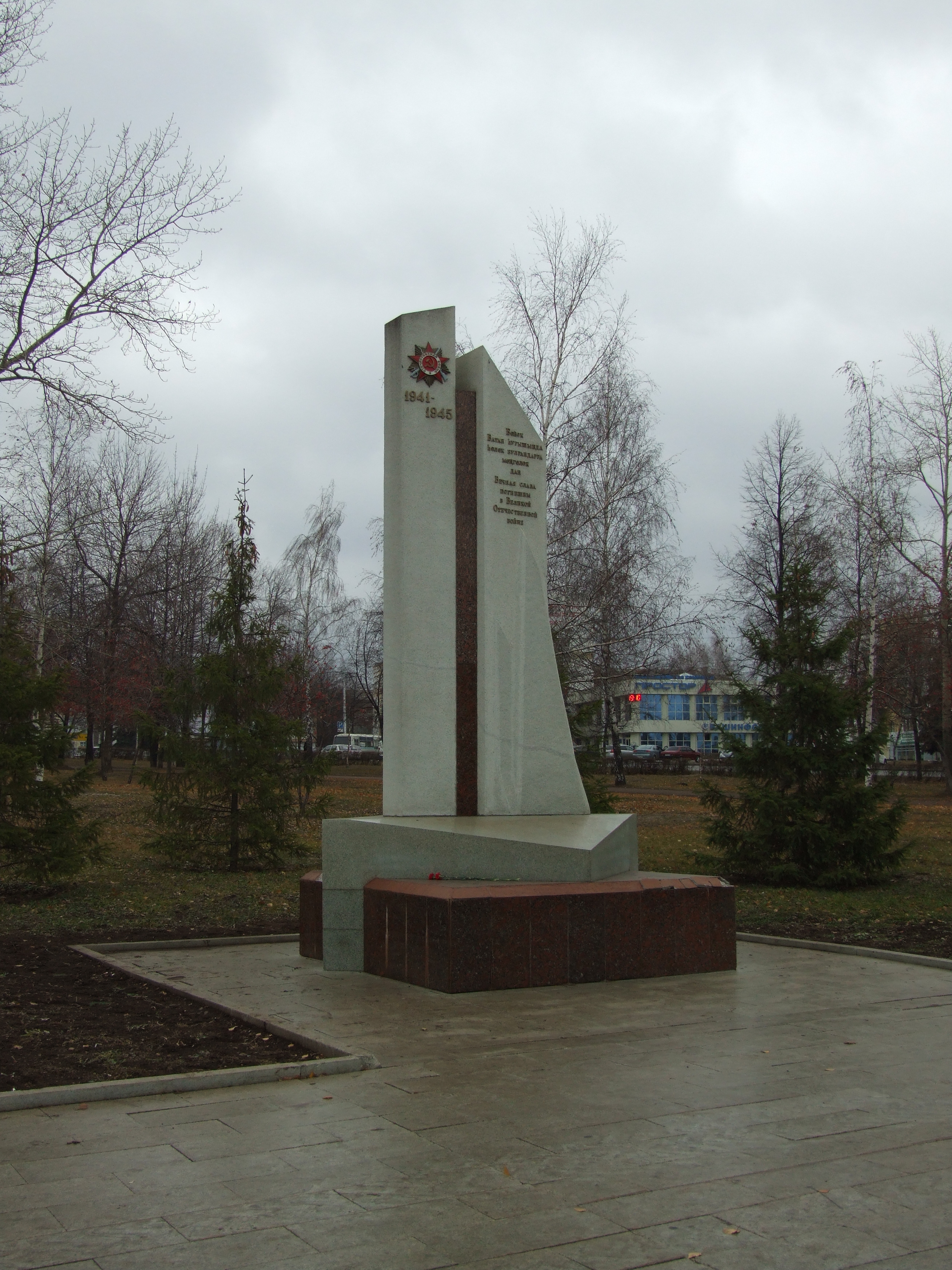
г. Уфа Памятник погибшим в Великой Отечественной войне 1941—1945 гг.

С началом войны в Уфе проводилась подготовка резервов для армии и флота, создавались группы противовоздушной и противохимической обороны, вводилось обязательное военное обучение, которое только за один год прошло более 10 000 человек. При военкоматах готовились автоматчики, миномётчики, снайперы, сапёры. В ОСОАВИАХИМе готовили телеграфистов, радистов, шоферов, ворошиловских стрелков, санинструкторов. Аэроклуб в Уфе готовил парашютистов, лётчиков, моряков, связистов.
С началом войны в Уфу за один год было эвакуировано 104 000 человек. На городские предприятия из сельских районов республики были мобилизованы работники. К началу 1945 году население Уфы увеличилось с 250 до 382 тысяч человек.
В городе работал Исполком Коминтерна. Через радиосвязь им осуществлялось руководство коммунистическими партиями других стран. Радиопередачи из Уфы в длинноволновом диапазоне волн шли на польском, болгарском, чешском, сербском, немецком, французском, итальянском и других языках. В Уфе издавался журнал «Коммунистический Интернационал». Под Уфой, в селе Кушнаренково работала школа Коминтерна, где читали лекции Г. Димитров, Д. Ибаррури, В. Пик.
С начала войны в Уфе были открыты госпитали, где к ноябрю 1942 г. лечились тысячи раненых. В городе разместились детские дома, детский санаторий, в котором только за два года войны лечились 3370 человек.
Война привела к трудностям в обеспечении уфимцев продовольственными и промышленными товарами. С августа 1941 года в Уфе введены карточки на хлеб, сахар, кондитерские изделия, а с 1 ноября — на мясные и рыбные продукты, макароны, крупу.
Коллективы уфимских предприятий принимали участие в восстановлении освобожденных районов. Ими во внеурочное время выпускались запасные части к тракторам, средства связи, электрооборудование, строительные материалы, горючее и т. д. В 1943 г. на Украину отправили целый эшелон с промышленным оборудованием.
С началом войны были сокращены сроки обучения в ремесленных училищах, городских ФЗО. Здесь продолжили обучение ученики из других районов страны. При этом 56 из 63 уфимских школ были отданы для военных нужд.

### Военные формирования, образованные на территории республики
На территории Уфы формировались военные части и соединения. Осенью 1941 г. в Уфе формировались 361-я стрелковая, 74-я и 76-я кавалерийские дивизии. В 1941 году в Уфе было открыто Уфимское пехотное училище.
- 2-я запасная кавалерийская бригада — дислокация, г. Уфа;
- 16-я (112-я) гвардейская Башкирская кавалерийская дивизия — формирование, г. Уфа;
- 17-я запасная стрелковая бригада — сформирована, г. Уфа (с августа 1942 года — 4-я отдельная учебная стрелковая бригада (4-я стрелковая Башкирская учебная бригада)) дислокация Алкино;
- 21-я (361-я) гвардейская стрелковая дивизия — формирование, г. Уфа;
- 186-я стрелковая дивизия — формирование, г. Уфа;
- 214-я стрелковая дивизия — формирование, г. Уфа;
- 25-й отдельный бронедивизион в составе бронепоездов «Полководец Суворов», «Александр Невский» (апрель 1942 года).
- Бронепоезда «Салават Юлаев», и «Уфа» были построены в 1943 году и вошли в состав 60-го бронедивизиона.
- Центральный радиоузел Разведывательного управления Генерального штаба РККА — дислокация, г. Уфа;
- Центральная радиосвязь Особого назначения Разведывательного управления Генерального штаба РККА — дислокация, г. Уфа;
- Эвакоуправление № 97 — дислокация, г. Уфа;
- Высшая военная академия им. К. Е. Ворошилова — дислокация, г. Уфа;
- Уфимское военное пехотное училище — дислокация, г. Уфа;
- Севастопольское зенитно-артиллерийское училище — дислокация, г. Уфа;
- Курсы усовершенствования командного состава Красной Армии «Выстрел» — дислокация, г. Уфа;
- Военно-авиационная школа первоначального обучения — дислокация, г. Уфа;
- Военно-поварская школа — дислокация, г. Уфа;
- Военно-фельдшерская школа — дислокация, г. Уфа;
- Военно-музыкальная школа — дислокация, г. Уфа.

### Героизм на фронтах войны
Жители Уфы во время войны прославились военной доблестью. Известны подвиги героев Советского Союза Александра Матросова, Минигали Губайдуллина, дважды Герой Советского Союза Гареев Муса Гайсинович.
186-я дивизия воевала под Курском, принимала участие в освобождении Белоруссии, Польши, воевала на территории Германии. В дивизии отличились уфимцы — командир артиллерийского полка П. С. Попенко, командир автороты Г. Я. Хабибутдинов, водители С. П. Арефьев, Г. С. Газизов, Я. В. Луговой и др.
361-я стрелковая дивизия в составе 39-й армии Калининского фронта прорвала «линию Шуберта» в районе Елисаветино, участвовала в освобождении 1,5 тыс. населенных пунктов, включая 15 городов.
214-я стрелковая Краснознаменная Кременчугско-Александрийская, орденов Суворова II степени и Богдана Хмельницкого II степени дивизия принимала участие в боях под Сталинградом, Белгородом, Харьковом и Кременчугом, на территории Польши, Чехословакии, Германии. В ней отличились уфимцы: командир минометного взвода В. К. Гирфанов, рядовые Г. М. Гильманов, Г. С. Сабиров, И. Т. Филичев и др.
Героями Советского Союза стали уфимцы Б. В. Мельников, В. А. Томаров, А. А. Яковлев, Г. X. Минибаев, А. В. Вакульский, И. В. Пятяри, П. А. Комлев, Г. А. Ветошников, В. П. Доброрез, Т. Т. Кусимов, Н. П Мельников, А. Ф. Михайлов, В. И. Черкасов.

## Экономика
К началу Великой Отечественной войны в Уфе работало 60 промышленных предприятий. Из наиболее крупных — паровозоремонтный завод, моторостроительный, и нефтеперерабатывающий. За годы войны в Уфу из западных районов СССР было эвакуировано около 40 промышленных предприятий с западных районов страны, включая 26 завод из Рыбинска, 2 завода из Ленинграда, государственные учреждения, НИИ.
Вся промышленность Уфы работала на нужды фронта. Хлопчатобумажный комбинат производил ткани для военного обмундирования, которое шилось на местных фабриках; паровозоремонтный завод выпускал боеприпасы. На личные средства уфимцев построены бронепоезда «Уфа», «Александр Невский», «Полководец Суворов» и «Салават Юлаев». На Уфимском моторостроительном заводе изготовляли двигатели для самолётов. Выпуск промышленной продукции в Уфе за годы войны вырос в пять раз.
Уфимцы собрали 3,3 млн рублей на вооружение и военную технику. На эти деньги были построены самолёты «Башкирский истребитель», «Hефтяник Башкирии». Танковые колонны «Связист Башкирии», «Пионер Башкирии».

### Наука, искусство, образование
В годы Великой Отечественной войны в Уфу были эвакуированы научные учреждения, включая Академию наук УССР с 18 научными институтами, Союзы композиторов, художников, писателей, архитекторов Украины, мемориальные музеи Т. Г. Шевченко, М. Коцюбинского.
К началу войны в Уфе работало 5 институтов, включая педагогический, учительский сельскохозяйственный, медицинский и институт иностранных языков. С октября 1941 г. в Уфе работал 1-й Московский ордена Ленина медицинский институт, с 1942 года — авиационный институт, филиал Московского нефтяного института им. И. М. Губкина. К 1944 году в уфимских вузах обучалось около 5 тыс. студентов.
В Уфу были эвакуированы Днепропетровский музыкально-драматический театр, Киевский театр оперы и балета, Киевский театр музыкальной комедии, Киевский драматический театр.

## Память

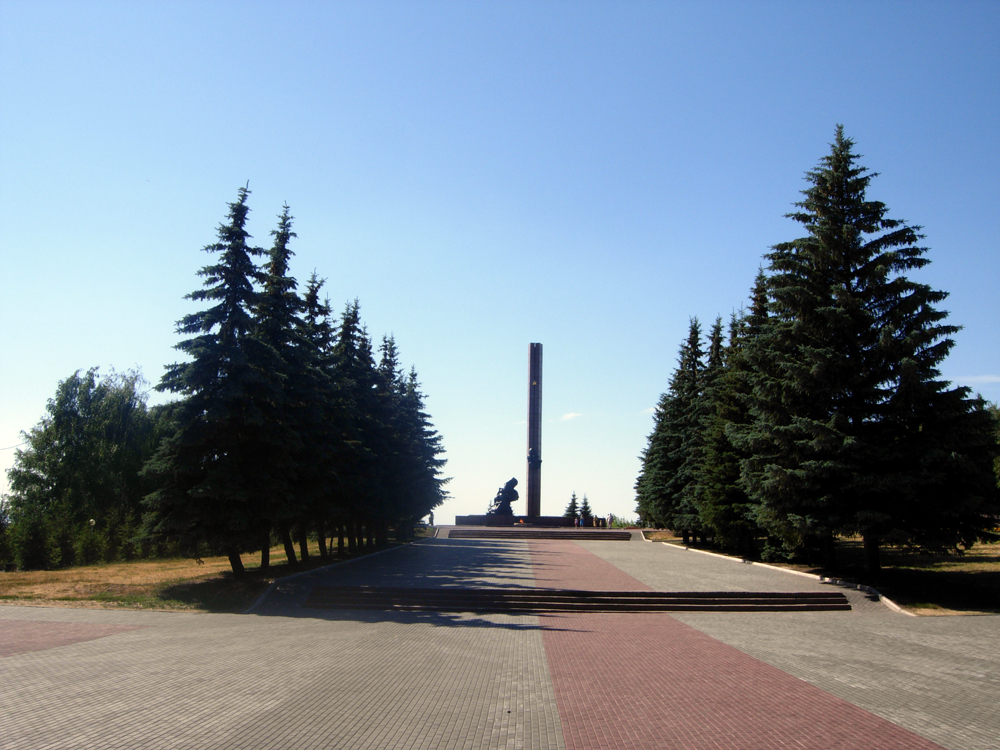
Парк Победы в Уфе

- В Уфе функционирует Музей 112-й Башкирской кавалерийской дивизии (16-й гвардейской Черниговской кавдивизии) при Министерстве культуры и национальной политики Республики Башкортостан (Уфа, Дёмский район Уфы, ул. Левитана, д. 27).
- В честь 30-летия формирования дивизии в 1972 году в Уфе установлен памятник воинам 112-й Башкирской (16-й гвардейской Черниговской) кавдивизии.
- в Черниковке создан мемориальный комплекс победы в Великой Отечественной войне 1941—1945 годов — Парк Побе́ды. В парке находится могила дважды героя Советского Союза Мусы Гареева, бюсты генералов-героев Великой Отечественной войны Минигали Шаймуратова иТагира Кусимова

1. ↑  Город Уфа. Портал. История. Уфа в годы Великой Отечественной войны (19). Дата обращения: 17 февраля 2015. Архивировано из оригинала 17 февраля 2015 года.